# Leo Haas
Leo Haas, také Lev Haas (15. dubna 1901 Opava – 13. srpna 1983 Východní Berlín), byl český malíř, kreslíř, grafik a karikaturista židovského původu, Svou tvorbou patřil do expresionistického proudu spolu s Maxem Liebermannem a Käthe Kollwitz.

## Život

### Mládí
Leo Haas se narodil roku 1901 rodičům slovenského původu. Byl nejstarším ze čtyř dětí. Rodiče odmalička podporovali jeho umělecké nadání – studoval hru na klavír, zpěv, ale také malbu. Talent k malování zdědil po svém dědečkovi, který maloval nástěnné obrazy v kostele. Na doporučení svého učitele odjel do Karlsruhe, kde nastoupil na uměleckou akademii. Zpočátku byl na studiích vydržován příbuzným ze Spojených států, ale po jeho smrti si musel Haas vydělávat peníze hraním po barech a restauracích a prodejem maleb a litografií.
Od roku 1921 studoval v Berlíně s Emilem Orlikem, kterému dělal asistenta. Od roku 1922, kdy se stal asistentem ve studiu grafického designu, se již nemusel živit hraním po kavárnách a jeho hlavní příjmy pocházely čistě z malířské činnosti. V roce 1923 odcestoval do Francie, kde navštívil Paříž a Albi – rodiště Toulouse-Lautreca. Poté se ve stopách Van Gogha vydal do Arles a následně se vrátil do své rodné Opavy.

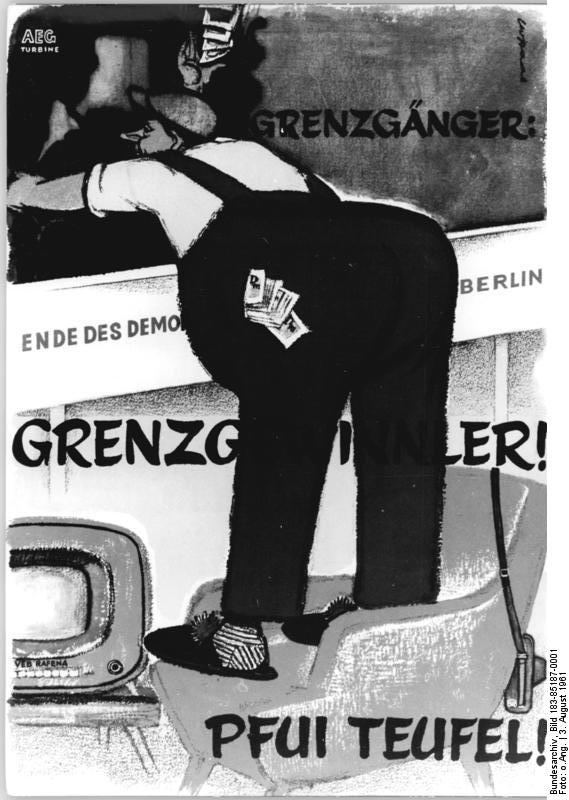
Plakát Lea Haase

V roce 1924 se přestěhoval do Vídně, kde se živil vytvářením novinových karikatur. Ve Vídní se zdržel dva roky a za tu dobu zde pomohl vytvořit českou komunitu a zároveň se stát její nedílnou součástí. V roce 1926 se opět vrátil do Opavy a živil se vytvářením reklam a kulis pro jistou divadelní společnost. Toho roku si v Opavě také otevřel vlastní ateliér. Roku 1929 se oženil se Sophií Herrmann – známou opavskou portrétistkou, která vydělávala tolik peněz, že mohla podporovat i jeho rodiče. Haas byl známý jako všestranný umělec a pracoval v rámci Asociace německých umělců. V roce 1935, kdy se k moci dostala NSDAP, přerušil Haas s Asociací styky a stal se ředitelem malé tiskárny.

### Protižidovská opatření
Po opavských protižidovských pogromech v roce 1937[ujasnit] byla Haasova díla prohlášena za degenerativní umění a on sám kvůli svým karikaturám obžalován z kulturního bolševismu. Po Křišťálové noci odešel spolu se svou ženou do Ostravy, kde bydleli u jejích rodičů.
Roku 1939 byl Protektorát Čechy a Morava obsazen nacisty a vešly v platnost Norimberské zákony a jiná protižidovská opatření. Haas musel odejít do Niska, kde pracoval jako strojvedoucí a krejčovský a ševcovský učeň. Mimo tyto činnosti maloval portréty vojáků SS, za které dostával lepší jídlo nebo umělecké potřeby. Také mu bylo umožněno se volně pohybovat a malovat každodenní život v táboře. Z tohoto období se zachovalo více než sto děl, která byla důležitým svědectvím o tomto koncentračním táboře. Po rozebrání tábora odešel Haas zpět do Ostravy a rozešel se s manželkou, která chtěla uprchnout za hranice.

### Pobyt v koncentračních táborech
V Ostravě potkal svou druhou ženu Ernu Davidovitch, jejíž rodina pomáhala převádět uprchlíky přes hranice do Polska. Této aktivity se po smrti svého otce účastnil i Haas. V srpnu roku 1942 byl zatčen Gestapem, ale díky pomoci židovské komunity po čase propuštěn. V září byl s celou svou rodinou odvezen do Terezína, kde pracoval ve skupině, která vozila materiál na stavbu železniční tratě. Díky Jakobu Edelsteinovi byl přeřazen do technicko-grafického oddělení na lehčí práci. I v Terezíně se věnoval malbě – maloval své kolegy a také vedl hodiny kreslení pro děti z ghetta. Práce v grafickém oddělení mu navíc umožňovala svobodnější pohyb po ghettu, a tak mohl navštěvovat i svou ženu, která musela žít odděleně. V roce 1944 byl Leo Hass spolu s Bedřichem Frittou a dalšími kolegy velitelem terezínského ghetta obviněn ze šíření propagandy hrůzy. Nejprve byl vězněn v Malé pevnosti a později odeslán transportem do Osvětimi, kam dorazil 28. října 1944.
V Osvětimi pracoval jako písař a kreslíř v bloku 24. Vypracovával zde nákresy pro Dr. Mengeleho. V listopadu 1944 byl spolu s dalšími vězni přesunut do Sachsenhausenu, kde byli drženi mimo hlavní tábor, odděleni elektrickým ostnatým drátem. Byli přiřazeni ke skupině vězňů, která již druhým rokem pracovala na padělání peněz. V únoru 1945 byla padělatelská činnost ukončena a vězni přesunuti do Mauthausenu a v květnu dále do tábora v Ebensee, který byl 6. května 1945 osvobozen. V poválečných letech vytvořil několik litografických cyklů, které zobrazovaly hrůzy života v koncentračním táboře.

### Poválečné období

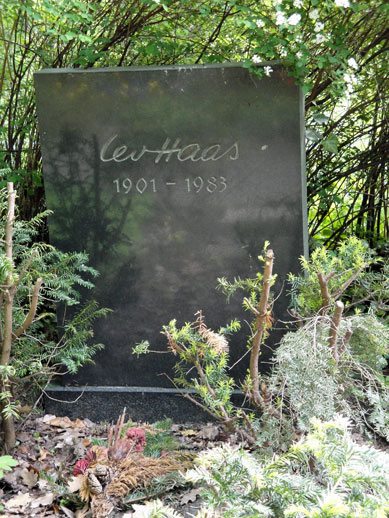
Hrob Lea Haase

Po osvobození se vydal do Terezína. Zde našel svá díla, která uschoval před nacisty a zjistil, že mnoho jeho příbuzných a kamarádů zahynulo. Jeho žena sice přežila, ale s nalomeným zdravím.
Po válce vstoupil do komunistické strany, kterou považoval za jedinou účinnou hráz proti nacismu. Začal kreslit prokomunistické agitační plakáty, propagandistické karikatury a vtipy pro Rudé právo a další komunistické tiskoviny. V době nejtvrdšího stalinismu byl jedním z kmenových ideologických kreslířů časopisu Dikobraz. Díky svému neopakovatelnému kreslířskému stylu se stal jedním z prominentních tuzemských propagandistických kreslířů konce čtyřicátých a začátku padesátých let. Svými kresbami vyzdobil i smutně proslulou propagandistickou knihu Američané v západních Čechách v roce 1945 (1953).
| „ | Je autorem dodnes nezapomenutelných obrázků, na nichž se Američané opíjejí coca colou, lynčují černochy a bombardují Koreu. Také obrázek Američana, sedícího na pytli dolarů s bombou v ruce, to je Haasův copyright. | “ |

Haasovy aktivity začínaly kulminovat v období, kdy probíhal proces se Slánským, který byl součástí protižidovských nálad v komunistické straně. Také Haasovi – coby Židovi – totiž začínalo hrozit, že může skončit podobně. Ještě nějakou dobu sice ve své propagandistické práci pro KSČ pokračoval, čím dál více však také ze strachu.
Když v roce 1955 zemřela manželka Erna, využil Leo Haas příležitosti a odstěhoval se z Prahy do Berlína, kde se potřetí oženil. V Berlíně pracoval jako karikaturista pro noviny Neues Deutschland a Eulenspiegel a Východoněmeckou televizi. Svá díla vystavoval ve Východním Německu, Francii, Itálii, Rakousku, Izraeli, Číně a Spojených státech. U příležitosti vernisáže výstavy jeho děl, navštívil na jaře roku 1981 naposledy svou rodnou Opavu. Kresby a grafiky, které byly tehdy vystaveny v Domě umění, po skončení výstavy věnoval městu. Leo Haas zemřel v roce 1983 v Berlíně.